# Gösta Bergenstråhle (1891–1978)
Gösta Christian Fredrik Bergenstråhle, född den 9 oktober 1891 i Ystad, död den 7 juni 1978 i Stockholm, var en svensk militär. Han var brorson till Gösta Bergenstråhle och dotterson till Christian Berling.
Bergenstråhle blev underlöjtnant vid Skånska dragonregementet 1913, löjtnant där 1918. Efter att ha genomgått Krigshögskolan 1924–1926 fick han transport till Livgardet till häst 1926 och blev ryttmästare där 1928. Bergenstråhle studerade vid École supérieure de guerre 1931–1933. Han befordrades till major vid Norrlands dragonregemente 1937, till överstelöjtnant vid Livregementet till häst 1941 och till överste 1945. Bergenstråhle var sekundchef för Livregementets husarer 1946–1951. Han blev riddare av Svärdsorden 1934, kommendör av andra klassen av samma orden 1949 och kommendör av första klassen 1955.